# Pompete
O Pompete, pera, enchedor de pipeta ou pró-pipeta é uma bomba de sucção com três entradas/saídas de ar